# 丙酸镥
丙酸镥是一种羧酸盐，化学式为Lu(C2H5COO)3。它可由氧化镥在70~80 °C溶解在50%丙酸溶液中得到，从溶液中蒸发结晶，可以得到一水合物。红外光谱分析表明，它可能是二聚体或多聚体。它的高温分解产物是氧化镥。